# 清水友佳子
清水 友佳子（しみず ゆかこ、女性）は、日本の脚本家。東京都出身。フェリス女学院短期大学音楽科卒業。

## 経歴
会社員、ピアノ講師などを経て2000年に脚本家デビュー。
日本脚本家連盟員。シナリオ・センター出身。2017年には第93回ザテレビジョンドラマアカデミー賞脚本賞・最優秀作品賞（リバース）受賞。同年第8回コンフィデンスアワード・ドラマ賞脚本賞・作品賞（リバース）も受賞。2021年には第110回ザテレビジョンドラマアカデミー賞脚本賞（最愛）受賞した。

## 主な作品

### 連続ドラマ
- 2000年「ただいま満室」（テレビ朝日）
- 2001年「JUDGE CAFE」（BS-i）
- 2003年「またのお越しを」（TBS）
- 2004年「ほーむめーかー」（TBS）
- 2004年「君が想い出になる前に」（フジテレビ）
- 2005年「デザイナー」（TBS）
- 2006年「レガッタ〜君といた永遠〜」（テレビ朝日）
- 2007年「女子アナ一直線!」（テレビ東京）
- 2008年「三代目のヨメ!」（TBS）
- 2010年「あり得ない!」（MBS）
- 2010年「タンブリング」（TBS）
- 2011年「CO 移植コーディネーター」（WOWOW）
- 2011年「華和家の四姉妹」（TBS）
- 2013年「夜行観覧車」（TBS）
- 2013年「リミット」（テレビ東京）
- 2014年「今夜は心だけ抱いて」（NHK BSプレミアム）
- 2014年「女はそれを許さない」（TBS）
- 2016年「不機嫌な果実」（テレビ朝日）
- 2017年「リバース」（TBS）
- 2017年「あいの結婚相談所」（テレビ朝日）
- 2019年「わたし、定時で帰ります。」（TBS）
- 2019年「湊かなえ ポイズンドーター・ホーリーマザー」（WOWOW）
- 2020年「エール」（NHK）[4]
- 2021年「彼女はキレイだった」（カンテレ）
- 2021年「最愛」（TBS）
- 2023年「リバーサルオーケストラ」（日本テレビ）
- 2024年 「366日」（フジテレビ）
- 2025年 「ムサシノ輪舞曲」（テレビ朝日）

### 単発ドラマ
- 2005年「27歳の夏休み」（TBS）
- 2007年「介助犬ムサシ〜学校へ行こう!〜」（フジテレビ）
- 2012年「真備庄介霊現象探求所シリーズ 背の眼」（BS日テレ）
- 2017年「今野敏サスペンス 確証〜警視庁捜査三課」（TBS）
- 2023年「THE MYSTERY DAY〜有名人連続失踪事件の謎を追え〜」（日本テレビ）

### 映画
- 2006年「最終兵器彼女」（東映）
- 2006年「手紙」（ギャガ）
- 2008年「イエスタデイズ」（エスピーオー）
- 2020年「ホテルローヤル」（ファントム・フィルム）[5]
- 2024年「傲慢と善良」（アスミック・エース）

### アニメ
- 2008年「イタズラなKiss」（CBC） - シリーズ構成・脚本